# بوب بيرز (سياسي)
بوب بيرز هو سياسي أمريكي، ولد في 14 أكتوبر 1959 في ليفرمور في الولايات المتحدة. نشط حزبياً في الحزب الجمهوري. وقد انتخب عضو المجلس النيابي لولاية نيفادا ‏.